# TruJet
TruJet es una aerolínea de bajo costo que ha operado vuelos regionales en la India desde julio de 2015. Su base de operaciones está en el Aeropuerto Internacional Rajiv Gandhi en Hyderabad. La aerolínea ha desarrollado una red que conecta varias ciudades de mediana población en el país. En septiembre de 2017, TruJet volaba a once destinos con cuatro aeronaves ATR-72.

## Historia
El primer vuelo de TruJet salió de Hyderabad para Tirupati el 12 de julio de 2015. La aerolínea contaba con dos aviones ATR-72 cuando comenzó a operar. El director general de la aerolínea en esa época, Vankayalapti Umesh, dijo que había aprendido mucho a través de sus experiencias con dos aerolíneas que ya no operaban: Air Deccan y Kingfisher Airlines.

## Flota
La aerolínea incluye las siguientes aeronaves, con una edad media de 9.5 años (abril de 2021).
| ATR 72-500 | 5 | — | Y70 |  |  |  |
| ATR 72-600 | 2 | — | Y72 |  |  |  |
| Total      | 7 | — |     |  |  |  |

## Modelo del negocio
La aerolínea se enfoca en vender billetes baratos para vuelos entre ciudades de mediana población en la India. Como una aerolínea de bajo costo, ha decidido comprar aeronaves de baja capacidad que no pesan mucho; como resultado, no tiene que pagar altas tarifas para el combustible y para aterrizar.

## Operaciones
TruJet tiene su base de operaciones en Hyderabad. Da servicio a las siguientes ciudades del país (enero de 2020):
Andhra Pradesh
- Kadapa - Aeropuerto de Kadapa
- Rajahmundry - Aeropuerto de Rajahmundry
- Tirupati - Aeropuerto de Tirupati
- Vijayawada - Aeropuerto de Vijayawada

Goa
- Goa - Aeropuerto de Dabolim

Guyarat
- Ahmedabad - Aeropuerto Internacional Sardar Vallabhbhai Patel
- Kandla - Aeropuerto de Kandla
- Porbandar - Aeropuerto de Porbandar

Karnataka
- Bangalore - Aeropuerto Internacional Kempegowda
- Bellary - Aeropuerto Jindal Vijaynagar
- Mysore - Aeropuerto de Mysore

Madhya Pradesh
- Indore - Aeropuerto de Indore

Maharashtra
- Aurangabad - Aeropuerto de Aurangabad
- Bombay - Aeropuerto Internacional Chhatrapati Shivaji
- Kolhapur - Aeropuerto de Kolhapur
- Nanded - Aeropuerto de Nanded
- Nashik - Aeropuerto de Nashik

Rayastán
- Jaisalmer - Aeropuerto de Jaisalmer

Tamil Nadu
- Chennai - Aeropuerto Internacional de Chennai
- Salem - Aeropuerto de Salem

Telangana
- Hyderabad - Aeropuerto Internacional Rajiv Gandhi